# Ectropis brooksi
Ectropis brooksi là một loài bướm đêm trong họ Geometridae.